# 笹田学
笹田 学（ささだ まなぶ、1953年7月21日 - ）は、岩手県出身の元ラグビー選手。現役時代のポジションはフッカー(HO)。

## 人物
盛岡工業高から明治大学に進学。明治大学ラグビー部では主将を務め、1976年に社会人を破り初の日本選手権優勝を果たした。
ラグビー日本代表では76年のブリティッシュ・コロンビア・カナダ戦で初キャップを獲得し、通算キャップ数は8。
大学卒業後は、社会人チーム古豪の横河電機に入社。一貫して人事畑を歴任。
2006年から2008年までは、中国統括として上海に赴任、中国8拠点の一元化、連携化を実施する事により、中国石油会社より大型受注獲得に寄与する。
現役引退後は日本ラグビーフットボール協会理事、日本代表強化委員会副委員長、NHKのラグビー中継解説者。2010年に横河電機常務執行役員。
現在は独立し、これまでの経験を活かした人財戦略アドバイザー、新規ビジネス開拓、スポーツマネジメント、障害者活用など幅広い分野のコンサルタントとして活動している。
2011年東日本震災後、震災によって親を亡くした子供達の高校後の進学資金を返済無しで支援する、『みちのく未来基金』の理事に就任現在に至る。

## エピソード
- 長期経営構想 Vision-21 & Action-21[1][2]

横河電機株式会社の長期経営構想 Vision-21 & Action-21（第1のマイルストーンは2001年1月、第2のマイルストーンは2006年5月）を役員の一人として実行した。長期経営構想 Vision-21 & Action-21は、2010年度に売上高6000億円、営業利益750億円を目標としたが、2010年度の横河電機の業績は、売上高3256億円、連結営業利益111億円、当期純損失67億円だった。
この経営構想の結果、横河電機は、過去最大の赤字を達成し、純資産を大きく減らして、この長期経営構想で計画された新規事業から撤退することになった。計画未達の影響で、正社員数は約5000人から約3000人にまで減少した。

## 略歴
- 1976年 - 明治大学卒業、横河電機株式会社入社
- 1997年 - 同社人事部長
- 1999年 - 横河ヒューマンクリエイト株式会社代表取締役社長
- 2000年 - 横河電機株式会社執行役員・人財総務部長
- 2009年 - 横河電機常務執行役員・人財総務部長（中国総代表兼務）。その他、横河ファウンドリー代表取締役社長、横河電機健康保険組合理事長、横河電機厚生年金基金理事長、横河グループ福祉センター理事長等を歴任。

## その他
社業以外にも複数の公職に携わっている。
- （社）日本経済団体連合会 教育問題委員
- （社）日本能率協会 評議員
- 日本人材マネジメント協会 監事
- 日本経営者団体連盟 特別委員
- 東京都職業能力開発協会 監事
- 労働省障害者雇用問題研究会 委員
- （財）武蔵野高年齢者職業経験活用センター 理事長
- （財）日本ラグビーフットボール協会 理事　マーケッティング委員長
- （財）関東ラグビーフットボール協会 理事
- 銀河系 いわて大使
- 日本人材総合研究所　顧問コンサルタント
- みちのく未来基金　理事
- 東京ふるさと盛岡会会長